# 全日本マウンテンサイクリングin乗鞍
全日本マウンテンサイクリングin乗鞍は、長野県の乗鞍高原にて毎年8月最終日曜日に実施されている自転車ロードレース。1986年に開始された日本で最も歴史の長い自転車ヒルクライムレースの1つであり、ゴール地点の標高2,716メートルは日本の自転車レースで最高所である。また参加者数は近年3,000名を越え、規模においても日本で有数の大会である。
大きくロードレーサーの部とマウンテンバイクの部に分かれており、さらに男女別、年齢別などで細かくクラス分けされるが、前回の大会で1時間20分以内の記録を出した者のみがエントリーできる「チャンピオンクラス」は年齢・性別問わず、全国の強豪「ノリクライマー」達による真剣勝負が繰り広げられる。チャンピオンクラスのコースレコードは55分30秒である。一方、観客を楽しませることを狙ったコスプレライダーが多いことでも知られる。

## 主催者
全日本マウンテンサイクリングin乗鞍実行委員会
（松本市・（財）日本サイクリング協会・のりくら観光協会・（株）長野放送より構成）

## コース
- 乗鞍高原観光センター～乗鞍高原鶴ケ池、長野県道84号乗鞍岳線（乗鞍エコーライン）を走行
- 全長20.5km
- 標高差1,260m（スタート地点1,458m, ゴール地点2,716m）